# 836 Jole
836 Jole
836 Jole là một tiểu hành tinh ở vành đai chính. Nó được Max Wolf phát hiện ngày 23.9.1916 ở Heidelberg, và được đặt theo tên Iole, vợ của Heracles trong thần thoại Hy Lạp.